# پولدار قدیمی (ترانه لانا دل ری)
«پولدار قدیمی» (به انگلیسی: Old Money) ترانه‌ای از خواننده و ترانه‌نویس اهل ایالات متحده آمریکا لانا دل ری از سومین آلبوم استودیویی خود، خشونت افراطی (۲۰۱۴) است. ترانه در ۱۳ ژوئن ۲۰۱۴ منتشر شد.